# وليام كلوثيير
وليام كلوثيير (بالإنجليزية: William Clothier)‏ مواليد 27 سبتمبر 1881 في بنسيلفانيا، الولايات المتحدة - الوفاة 4 سبتمبر 1962 في فيلادلفيا، كان لاعب كرة مضرب أمريكي وكان يلعب باليد اليمنى. كما أنه أحد أبطال الجراند سلام. أعلى تصنيف له في الفردي كان المركز الـ 4 في سنة 1906.

## روابط خارجية
- وليام كلوثيير على موقع رابطة محترفي التنس (الإنجليزية)
- وليام كلوثيير على موقع الاتحاد الدولي لكرة المضرب (الإنجليزية)
- وليام كلوثيير على موقع كأس ديفيز (الإنجليزية)
- وليام كلوثيير على موقع قاعة مشاهير كرة المضرب الدولية (الإنجليزية)
- وليام كلوثيير على موقع خلاصة التنس.كوم (الإنجليزية)